# 花山站 (庆尚北道)
花山站（：／ Hwasan yeok */?）是位于韩国庆尚北道永川市火山面的一个铁路车站，它属于中央线。

## 历史
- 1938年12月1日 - 落成使用，车站名称是庆北花山站[1]。
- 1955年7月1日 - 改为现在名称[2]。

## 相鄰車站
韓國鐵道公社
中央線
新寧－花山－北永川